# الدوري العام الكويتي لكرة القدم
دوري بلو لكرة القدم هي بطولة تنشيطية إستحدثها الاتحاد الكويتي لكرة القدم، وكان أول نسخة في موسم 2013-14، بعدما أصبح الدوري الكويتي تحت إشراف شركة فيفا للإتصالات. وتهدف هذه البطولة إلى الاستفادة من اللاعبين الذين تجاوزت أعمارهم المراحل السنية (فوق 20 سنة) من أجل خلق منتخب أولمبي قادر على المنافسات الخارجية، كما تستطيع الأندية أن تشارك في هذا الدوري بنجومها الأساسيين ومحترفينها لأنه يعتبر دوري ثاني بديلاً للبطولات التنشيطية التي كانت تقام في السابق. وفي موسم 2024-2025 تم تطوير البطولة وجعلها للاعبين المحليين فقط وتم تغيير مسماها الى دوري بلو  بمشاركة جميع الاندية الرياضية ال15 ما عدا نادي الجزيرة حديث التأسيس وقتها.

## قائمة الأبطال
- 2013/2014:  نادي القادسية الكويتي
- 2014/2015:  نادي الكويت
- 2015/2016:  نادي القادسية الكويتي
- 2024/2025:  كاظمة